# Jiří Trnka
Jiří Trnka (Pilsen, 24 de febrero de 1912 – Praga, 30 de diciembre de 1969) fue un ilustrador, escenógrafo y director de películas de animación checo. Además de por su extensa carrera como ilustrador, especialmente de libros infantiles, es conocido sobre todo por su trabajo en la animación con marionetas, que inició en 1946: a lo largo de su carrera, dirigió más de veinte películas, entre ellas seis largometrajes, que consagraron lo que luego se denominó «estilo checo» de animación. Su obra en este campo ejerció una innegable influencia sobre otros cineastas. La mayoría de sus películas estaban dirigidas al público adulto, y muchas de ellas eran adaptaciones de obras literarias, de autores checos o extranjeros. Por su singular relevancia dentro de la historia del cine de animación, fue llamado «el Walt Disney de la Europa del Este», a pesar de las grandes diferencias existentes entre su trabajo y el del célebre animador estadounidense.

## Años de formación
Residentes en Pilsen, en Bohemia occidental, los Trnka pertenecían a la clase media. Aunque el padre era fontanero, y la madre modista, ambos permanecían muy cercanos a sus orígenes campesinos, y valoraban mucho el trabajo de la madera. Siendo niño, el joven Jiří disfrutaba esculpiendo marionetas de madera y ponía en escena pequeños espectáculos para sus amigos.
Más tarde asistió a clases en una escuela de formación profesional de su localidad natal, donde contó con la simpatía y el apoyo de su profesor Josef Skupa, que con el tiempo llegaría a ser una personalidad de primer orden en el mundo de los marionetistas checos. Skupa fue su mentor, le confió ciertas responsabilidades, y consiguió convencer a su familia, que en un principio era reticente a que Jiří iniciase una carrera artística, para que le permitiera inscribirse en la prestigiosa Escuela de Artes Aplicadas de Praga (lo que es hoy la Academia de Arquitectura, Arte y Diseño de Praga), donde realizó su aprendizaje entre 1929 y 1935.
No obstante, el joven debía costearse sus estudios, por lo cual trabajó al mismo tiempo en el taller de grabado de otro de sus profesores, Jaroslav Benda.

## Carrera como ilustrador
Con la formación recibida en la escuela de artes, y la experiencia que le proporcionaba su trabajo en el taller de grabado, Trnka inició muy pronto una brillante carrera como ilustrador. Fue contratado por la casa editorial Melantrich, de Praga, y la primera obra que ilustró fue El tigre del señor Boška, de Vítezslaw Šmejc, que se publicó en 1937.
Desde entonces, Trnka ilustró numerosos libros infantiles. A lo largo de su vida, intervino como ilustrador en unas 130 obras, la mayoría de literatura infantil. Fueron especialmente celebradas sus ilustraciones para los cuentos de los hermanos Grimm, así como para colecciones de cuentos tradicionales checos, de autores como Jirí Horák y Jan Pálenícek. También relacionadas con el folclore de su país están sus ilustraciones para Bajaja, de Vladimír Holan, publicado en 1955, y que sería el punto de partida para un posterior largometraje animado. Además de las citados, Trnka ilustró, entre otros muchos libros, los cuentos de Andersen y de Perrault, las fábulas de La Fontaine, Las mil y una noches, varias obras de Shakespeare, y Alicia en el país de las maravillas, de Lewis Carroll. Muchas de sus obras son auténticos clásicos de la literatura infantil: son muy numerosos los niños que han crecido leyendo las aventuras del oso Micha, escritas por Josef Menzel e ilustradas por Trnka. Por el conjunto de su carrera como ilustrador, le fue concedido en 1968 el Premio Hans Christian Andersen por la International Board on Books for Young People (IBBY).
En algunos casos, su tarea como ilustrador le proporcionó las ideas para la realización de películas de animación, como ocurrió con Bajaja, o Sen noci svatojanske (El sueño de una noche de verano).

## El maestro de la animación checa

### Inicios
Trnka, apasionado por las marionetas desde su infancia, formó su propio teatro de marionetas en 1936, aunque no duró demasiado tiempo. Varios años después, al término de la Segunda Guerra Mundial, fundó con Eduard Hofman y Jiří Brdečka un verdadero estudio de animación, llamado Bratři v Triku. Comenzó su actividad en el estudio realizando algunos cortometrajes de dibujos animados en celuloide: Zasadil dědek řepu (El abuelo plantó una remolacha, 1945); Zvířátka a petrovští (Los animales y los bandidos, 1946), premiado en el primer Festival de Cannes; Pérák a SS (El saltador y los hombres de las SS, 1946), una película antinazi; y Dárek (El regalo, 1946), una sátira sobre los valores de la clase media de un tono experimental cercano al surrealismo. A pesar del innegable valor de estas primeras películas de Trnka, y del reconocimiento internacional que le proporcionaron, el autor no se sentía cómodo con la animación tradicional, que según su opinión requería demasiados intermediarios, lo que le impedía expresar libremente su creatividad. En el otoño de 1946 se planteó por primera vez la posibilidad de realizar películas de animación con marionetas, y comenzó a experimentar con la ayuda de Břetislav Pojar.

### Primeros largometrajes (1947-1950).
El resultado fue su primer largometraje, la película Špaliček ("El año checo", 1947), basada en un libro ilustrado por Mikoláš Aleš. El filme está compuesto de seis cortometrajes, en los que se ponen brillantemente en escena las leyendas y costumbres de su país, tomando como hilo argumental las estaciones del año: el carnaval (Masopust), la primavera (Jaro), la leyenda de San Procopio (Legenda o svatem Prokopu), la procesión (Pout), fiesta en la aldea (Posviceni), y el belén (Betlem). La película atrajo la atención de la crítica hacia el cine de animación checo y fue premiada en numerosos festivales internacionales, incluyendo el de Venecia.
A partir de 1948, los estudios de Trnka comenzaron a recibir subvenciones estatales. La siguiente película que produjeron fue Cisaruv slavík ("El ruiseñor del emperador", 1949), basado en un cuento de Hans Christian Andersen. A diferencia del anterior, es un verdadero largometraje, con unidad argumental. En la película intervinieron también actores reales (dos niños, Jaromir Sobota y Helena Patrocková), aunque sólo en el prólogo que antecede al cuento propiamente dicho. Las marionetas y los decorados son notablemente diferentes de los de la película anterior, dada la ambientación de la historia en una idealizada China imperial. Cisaruv slavík obtuvo también numerosos premios en festivales internacionales de Europa y América.
A lo largo del año 1949, Trnka realizó además tres cortometrajes con muñecos animados: Román s basou ("Historia de un contrabajo", o "Novela con contrabajo"), adaptación de un cuento de Antón Chéjov; Certuv mlýn ("El molino del diablo"); y Arie prerie ("Canción de la pradera"), un western paródico vagamente inspirado en La diligencia, de John Ford. Esto le permitió perfeccionar su técnica y estilo de animación.
Al año siguiente, Trnka produjo su tercer largometraje de animación con marionetas, Bajaja ("El príncipe Bayaya", 1950), basado en dos cuentos de la escritora Bozena Nemcová. Ambientado en un fantástico Medioevo, es la historia de un campesino que logra convertirse en caballero, vencer a un dragón y conquistar el amor de una princesa.

### Los años cincuenta
Durante la primera mitad de la década siguiente, Trnka experimentó en sus cortometrajes otros procedimientos de animación. Regresó a los dibujos animados con O zlaté rybce ("El pez dorado", 1951), y animó sombras chinescas en Dva mrazíci (1953). En Veselý Circus ("El alegre circo", 1951) empleó la técnica stop-motion con recortes de papel bidimensionales. No descuidó, sin embargo, la producción de largometrajes de marionetas animadas. Según parece, durante un tiempo tuvo el proyecto de rodar una película acerca de Don Quijote, pero el proyecto no fue bien recibido por las autoridades checoslovacas. En 1953 estrenó Staré povesti ceské ("Antiguas leyendas checas", 1953), su cuarta película de larga duración. Como Spalicek, su primer largometraje, Staré povesti ceské está estructurada en varios episodios (siete) que narran la historia legendaria del pueblo checo. El filme resulta de la adaptación de una obra de Alois Jirásek (1851-1930), de gran popularidad entre los jóvenes checos, y tiene un evidente tono patriótico.
En esa misma línea de explorar los clásicos de la literatura checa, Trnka afrontó en 1955 el reto de adaptar a la pantalla una obra inmensamente popular, la sátira antibelicista El buen soldado Švejk, de Jaroslav Hašek. Ya existían por entonces adaptaciones cinematográficas de esta obra realizadas con actores reales, pero Trnka fue el primero en hacer una película de animación sobre el personaje. Para la construcción de sus marionetas, se inspiró en las ilustraciones que para el libro original había realizado Josef Lada, que en la imaginación popular estaban estrechamente asociadas a los personajes de Hašek. La película, de tono humorístico, está dividida en tres episodios, que relatan otras tantas grotescas aventuras de Švejk durante la Primera Guerra Mundial. No es considerada una de las mejores obras de Trnka, pese a lo cual, como ya era habitual en las producciones del cineasta checo, recibió varios premios en festivales. 
En 1959 Trnka rodó su último largometraje: Sen noci svatojanske ("El sueño de una noche de verano", 1959), adaptación de una de las obras más célebres de William Shakespeare. Trnka ya había ilustrado anteriormente esta obra, que conocía bien. En su adaptación, puso su centro de atención, además de en la imagen, en la música de Václav Trojan, y se esforzó por darle a la película un aire de ballet, para lo que incluso contrató como asesor a un prestigioso bailarín. Los muñecos utilizados en el filme no estaban construidos de madera, sino de un plástico de fabricación especial, que permitía un mayor detalle en el modelado de los rostros. Aunque no se libró de algunas críticas, Sen noci svatojanske obtuvo un resonante éxito internacional y es reconocida como una de las obras maestras de Trnka.

### Los años sesenta

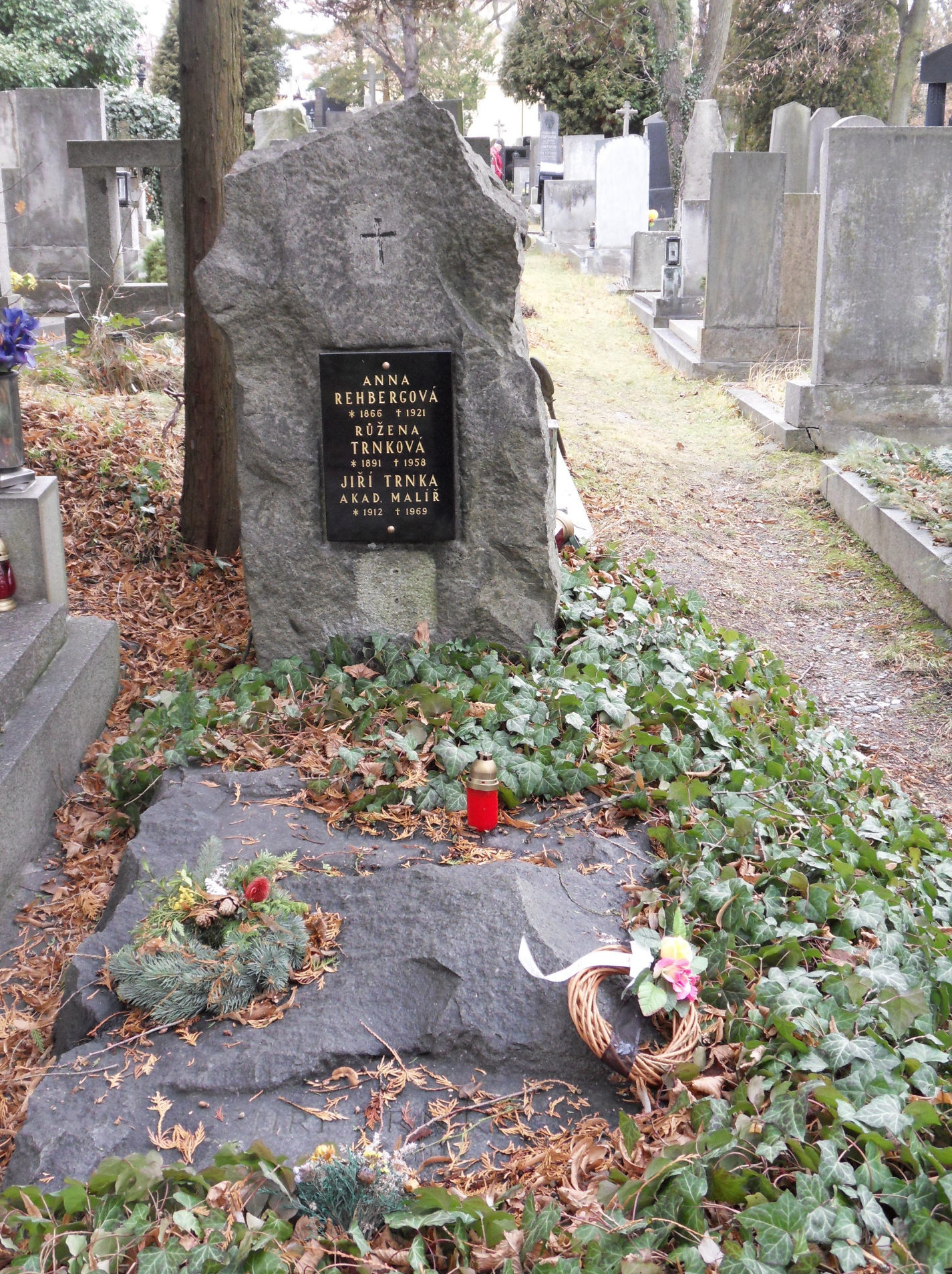
Tumba de Jiří Trnka en el Cementerio Central en Pilsen

Durante la década siguiente, el cineasta realizó sólo algunos cortometrajes, que progresivamente fueron tiñendo su obra de un tono pesimista. El primero de ellos fue Vásen ("La pasión", 1962), la historia de un joven apasionado por su motocicleta. Siguió, ese mismo año, Kybernetická babicka ("La abuela cibernética"), una sátira contra la creciente importancia de la tecnología en la vida cotidiana. Archandel Gabriel a paní Husa ("El arcángel Gabriel y la señora Oca", 1964), ambientado en la Venecia medieval, adapta uno de los cuentos del Decamerón de Boccaccio.
Se considera su testamento artístico el cortometraje Ruka ("La mano", 1965), el último rodado por el cineasta. En palabras de Bendazzi, Ruka es "una especie de himno rabioso a la libertad creativa". En el corto, un escultor recibe la visita de una enorme mano, que le exige la realización de una escultura de sí misma. Al rechazar el artista la imposición, es perseguido de forma constante por la mano, que termina induciéndole al suicidio e, incluso, oficiando su funeral. Este último cortometraje de Trnka se considera una protesta contra las condiciones impuestas por el estado comunista checoslovaco a la creación artística, e incluso hay quien ha visto en ella una anticipación de la llamada Primavera de Praga. Aunque la película no tuvo inicialmente problemas con la censura (lo que el autor achacó a simple despreocupación o ignorancia), después de la muerte de Trnka las copias fueron confiscadas y prohibida su exhibición pública en Checoslovaquia durante dos décadas.
Jiří Trnka falleció de una afección cardíaca en 1969, cuando tenía sólo 57 años. Su funeral fue un gran acontecimiento público.

### Técnicas de animación
A lo largo de su carrera Trnka experimentó con diferentes técnicas de animación, desde los dibujos animados tradicionales, en sus primeros cortos, hasta la animación con sombras chinescas. Sin embargo, su procedimiento preferido, y el que le dio fama mundial, fue la animación llamada stop-motion con marionetas. En realidad Trnka no se ocupaba de la animación propiamente dicha, sino principalmente de la elaboración de los guiones y de la fabricación de las marionetas. Su estudio contaba con un preparado equipo de animadores, entre los que destaca especialmente Břetislav Pojar, acreditado como responsable de la animación de muchas de las películas de Trnka, y que luego seguiría una destacable carrera como director. Otros destacados animadores de los estudios de Trnka fueron Stanislav Látal, Jan Karpas, Bohuslav Srámek, Zdenek Hrabe y Frantisek Braun, por citar sólo a algunos de ellos. 
Aunque antes de Trnka ya se habían realizado películas de animación con muñecos, a él corresponde el principal impulso a esta técnica, que luego sería utilizada en muchos lugares del mundo. A diferencia de lo que se había hecho anteriormente, Trnka prefirió no alterar la fisonomía de los muñecos con elementos postizos para denotar sus emociones, sino mantenerla inmutable, consiguiendo su expresividad mediante los cambios de encuadre y la iluminación. Según Pojar:

Siempre daba a sus ojos una mirada indefinible. Con el simple giro de sus cabezas, o con un cambio de iluminación, ganaban expresiones sonrientes, o infelices, o soñadoras. Esto le daba a uno la impresión de que el muñeco escondía más de lo que mostraba, y que su corazón de madera incluso almacenaba más.

Los guiones de las películas eran obra también del propio Trnka, que utilizó frecuentemente obras de autores checos (muchas de ellas relacionadas con el folclore popular), así como de autores clásicos de la literatura universal, como Chejov, Boccaccio o Shakespeare.
En las películas de animación de Trnka la música tuvo también un importante papel. En todos sus largometrajes y en varios de sus cortos, el compositor de la música fue Vaclav Trojan (1905-1983).

## Otras actividades: teatro, pintura, escultura.

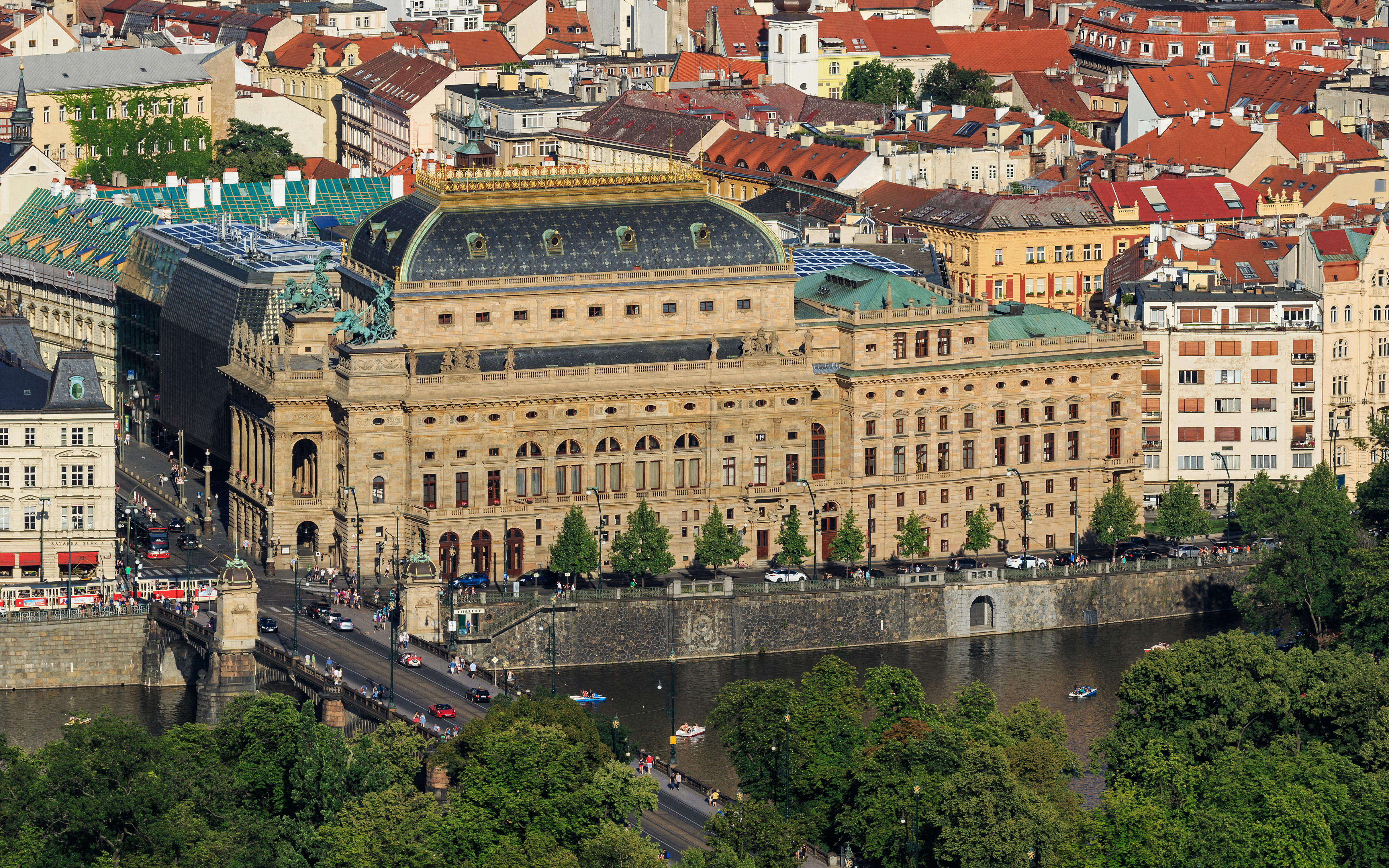
Teatro Nacional de Praga.

A finales de la década de los 30, Trnka formó su propio teatro de títeres, el Dřevěné divadlo ("Teatro de Madera"), pero tuvo que disolverlo poco antes del inicio de la Segunda Guerra Mundial. Sin perder nunca de vista su interés por las marionetas, Trnka tuvo también la ocasión de demostrar su talento en el teatro con actores vivos cuando trabajó como escenógrafo para el Teatro Nacional de Praga, entre 1941 y 1944, durante la ocupación alemana, antes de iniciar su exitosa carrera cinematográfica. Siguiendo la prestigiosa tradición nacional, creó numerosos decorados y trajes, y participó en la puesta en escena de obras de Plauto, Carlo Goldoni, Shakespeare, Lope de Vega o Franz Grillparzer. Más adelante trabajó también diseñando escenarios para películas checas con actores reales.
Aunque su obra pictórica es poco conocida fuera de su país, Trnka pintó decenas de óleos y acuarelas sobre los temas más diversos. Tienen especial importancia sus retratos. Como si estuviera fascinado por su propia imagen, pintaba periódicamente su autorretrato (por ejemplo, en 1933, 1935, 1944, 1945, 1955 o 1966). Muchas de estas obras están actualmente expuestas en la Galería Nacional de Praga. Tampoco es ajeno a su obra pictórica el universo de los cuentos y leyendas, que tanta importancia tuvo en su obra como ilustrador y cineasta. Pintó también varios pasajes de invierno, que pueden recordar a los de Pieter Brueghel el Viejo, así como bodegones, bailarinas de ballet, y variaciones sobre el tema de la Commedia dell'arte. Incluso tiene algunas obras relacionadas con el surrealismo.
Acostumbrado a trabajar la madera desde su infancia, Trnka alternó en su carrera los períodos consagrados a la animación con otros dedicados a la escultura, que le interesó especialmente al final de su vida. Se conservan unas 50 de sus esculturas, generalmente de pequeño tamaño (30, 50 u 80 cm), en las que llevó a cabo una intensa investigación estética.

## Reconocimiento internacional
A lo largo de su carrera, prescindiendo de su trabajo en otras disciplinas artísticas, Trnka dirigió 22 películas, de las cuales 6 son largometrajes. Sus obras cinematográficas fueron galardonadas en numerosos festivales, como los de Cannes, Venecia, Locarno, Londres, Edimburgo, Montevideo, Bucarest, París, Oberhausen y Karlovy Vary. En total, las películas de Trnka recibieron no menos de 50 premios internacionales.
Muchos grandes intelectuales y artistas fueron admiradores de su trabajo: entre ellos el poeta chileno Pablo Neruda, el escritor y director cinematográfico francés Jean Cocteau, el historiador del cine Georges Sadoul, el escritor ruso Ilya Ehrenburg y el poeta turco Nazim Hikmet.
Con motivo de su éxito en 1959 en el Festival de Cannes con la película Sen noci svatojanske, un crítico británico llamó a Trnka "el Walt Disney del Este", un sobrenombre que, aunque discutible, hizo fortuna, y se le ha aplicado en numerosas ocasiones. Los espectadores occidentales descubrieron la obra de Trnka sólo a partir de los años 1960; desde entonces, ha sido considerado internacionalmente el principal representante de la animación checa. Se encargó en dos ocasiones de la decoración del pabellón checo en una Exposición Universal: en Bruselas, en 1958, y en Montreal, en 1967. Para esta última concibió dos notables creaciones: el "Árbol de los juguetes" y el "Árbol de los cuentos". También en 1967 fue nombrado profesor en la Academia de Artes, Arquitectura y Diseño de Praga, la misma escuela en la que había estudiado en su juventud.

## La herencia de Trnka
La obra de Jiří Trnka ha ejercido su influencia sobre la de muchos otros animadores checos, como Stanislas Látal, Jan Karpaš y, sobre todo, Břetislav Pojar, que trabajaron en su estudio. 
El japonés Kihachirō Kawamoto — uno de los principales referentes actuales en la animación de stop-motion — no esconde tampoco lo que debe a su mentor checo, con el que trabajó hacia 1963.
Como lamentó una de sus hijas, Zuzana Ceplova, en una entrevista radiofónica, las películas de animación de Trnka parecen haber perdido popularidad, aunque se emitan en ocasiones por televisión o se le dediquen retrospectivas (como ocurrió en 2003 en el Festival de Annecy, o en 2005, en la Cinemateca de Quebec). Ceplova admite que sus obras pueden parecer poco realistas, e incluso pasadas de moda, al espectador actual, pero piensa que su trabajo será redescubierto en el futuro, y recuerda que generaciones de niños han conocido los cuentos de Grimm o de Andersen principalmente a través de las ilustraciones de su padre.

## Filmografía
Se indican únicamente aquellas películas que fueron dirigidas por Trnka. Todas las películas son de animación con muñecos, excepto cuando se indica lo contrario.

### Cortometrajes
- Zasadil dedek repu ("El abuelo plantó una remolacha", 1945). Dibujos animados.
- Zvírátka a petrovstí ("Los animales y los bandidos", 1946). Dibujos animados.
- Pérák a SS ("El saltador y los hombres de las SS",1946). Dibujos animados.
- Dárek ("El regalo", 1946). Dibujos animados.
- Román s basou ("Historia de un contrabajo", 1949).
- Certuv mlýn ("El molino del diablo", 1949).
- Arie prerie ("Canción de la pradera", 1949).
- O zlaté rybce ("El pez dorado", 1951). Dibujos animados.
- Veselý cirkus ("El alegre circo", 1951).[16]
- Dva mrazíci (1953). Sombras chinas.
- Cirkus Hurvínek ("El circo Hurvínek", 1955).
- Proč UNESCO? ("¿Por qué la UNESCO?", 1958).
- Vásen ("La pasión", 1962).
- Kybernetická babicka ("La abuela cibernética", 1962).
- Archandel Gabriel a paní Husa ("El arcángel Gabriel y la señora Oca", 1964).
- Maxplatte, Maxplatten (1965)
- Ruka ("La mano", 1965).

### Largometrajes
- Spalicek ("El año checo", 1947)
- Císařův slavík ("El ruiseñor del emperador", 1949)
- Bajaja ("El príncipe Bayaya", 1950)
- Staré povesti ceské ("Antiguas leyendas checas", 1953)
- Dobrý voják Svejk ("El buen soldado Svejk", 1955)
- Sen noci svatojanske ("El sueño de una noche de verano", 1959)

### Ediciones en DVD
- The Puppet Films of Jiri Trnka (1951) (2000). Incluye el largometraje Cisaruv slavík ("El ruiseñor del emperador") y los cortometrajes Ruka ("La mano"), Román s basou ("Historia de un contrabajo"), Arie prerie ("Canción de la pradera"), Dva mrazíci y O sklenicku vic ("Un vaso es demasiado", 1954), este último dirigido por Břetislav Pojar con marionetas diseñadas por Trnka. Contiene además un documental sobre el cineasta.

## Premios y distinciones
Festival Internacional de Cine de Cannes
| Año  | Categoría                                     | Película                        | Resultado |
| ---- | --------------------------------------------- | ------------------------------- | --------- |
| 1959 | Premio a la mejor selección de Checoslovaquia | El sueño de una noche de verano | Ganador   |